# Наро-Индоверо (Леко)
Наро-Индоверо је насеље у Италији у округу Леко, региону Ломбардија.
Према процени из 2011. у насељу је живело 190 становника. Насеље се налази на надморској висини од 1011 м.